# الديمة (بعدان)

تعديل مصدري - تعديل

الديمة هي إحدى قرى عزلة الحرث بمديرية بعدان التابعة لمحافظة إب، بلغ تعداد سكانها 409 نسمة حسب تعداد اليمن لعام 2004.